# Eagle Computers Spirit
Eagle Computers Inc. Spirit (Spirit) је био преносиви рачунар фирме Eagle Computers Inc. који је почео да се производи у САД током 1983. године.
Користио је Intel 8088 микропроцесорску јединицу а RAM меморија рачунара је имала капацитет од 128 KB (до 640 KB). 
Као оперативни систем кориштен је MS-DOS, CP/M 86.

## Детаљни подаци
Детаљнији подаци о рачунару Spirit су дати у табели испод.
|                       |                                                                                 |
| [ 1 ]                 |                                                                                 |
| Произвођач            |                                                                                 |
| Тип                   | преносиви рачунар                                                               |
| Меморија              | 128 (до 640 KB)                                                                 |
| Поријекло             | Сједињене Америчке Државе                                                       |
| Година                | 1983                                                                            |
| Тастатура             | тастатура са пуним помаком тастера, 10 функцијских тастера, нумеричка тастатура |
| Процесор              | 8088                                                                            |
| Фреквенција процесора | 4,77                                                                            |
| RAM                   | 128 (до 640 KB)                                                                 |
| ROM                   | непознато                                                                       |
| Текст                 | 80 знакова x 25 линија                                                          |
| Графика               | 320 x 200 тачака – матрица знакова: 7 x 9 пиксела                               |
| Боја                  | 8                                                                               |
| Звук                  | непознато                                                                       |
| Димензије             | 15                                                                              |
| Портови               |                                                                                 |
| Оперативни систем     |                                                                                 |